# روبرت ووهل
روبرت ووهل (بالإنجليزية: Robert Wuhl) (و. 1951  م) هو كاتب سيناريو، وممثل تلفزي، وممثل أفلام أمريكي.

## التعليم
تعلم في جامعة هيوستن.

## جوائز
حصل على جوائز منها:
- جائزة إيمي.[3]

## وصلات خارجية
- روبرت ووهل على موقع IMDb (الإنجليزية)
- روبرت ووهل على موقع ألو سيني (الفرنسية)
- روبرت ووهل على موقع ميوزك برينز (الإنجليزية)
- روبرت ووهل على موقع أول موفي (الإنجليزية)
- روبرت ووهل على موقع قاعدة بيانات الأفلام السويدية (السويدية)
- روبرت ووهل على موقع إن إن دي بي (الإنجليزية)
- روبرت ووهل على موقع ديسكوغز (الإنجليزية)
- روبرت ووهل على موقع قاعدة بيانات الفيلم (الإنجليزية)
- روبرت ووهل على موقع كينوبويسك (الروسية)